# Mathieu Morency
Mathieu Morency (ur. 15 lipca 1976) – kanadyjski snowboardzista. Nie startował na igrzyskach olimpijskich. Jego najlepszym wynikiem na mistrzostwach świata w snowboardzie było 24. miejsce w gigancie na mistrzostwach w Berchtesgaden. Najlepsze wyniki w Pucharze Świata w snowboardzie osiągnął w sezonie 1999/2000, kiedy to zajął 22. miejsce w klasyfikacji generalnej, a klasyfikacji snowcrossu był piąty.

## Sukcesy

### Mistrzostwa Świata
| Miejsce | Dzień       | Rok  | Miejscowość   | Konkurencja       | Zwycięzca           |
| ------- | ----------- | ---- | ------------- | ----------------- | ------------------- |
| 24.     | 13 stycznia | 1999 | Berchtesgaden | Gigant            | Markus Ebner        |
| 41.     | 14 stycznia | 1999 | Berchtesgaden | Gigant równoległy | Richard Richardsson |
| 44.     | 15 stycznia | 1999 | Berchtesgaden | Slalom równoległy | Nicolas Huet        |
| 32.     | 17 stycznia | 1999 | Berchtesgaden | Snowboardcross    | Henrik Jansson      |

### Puchar Świata

#### Miejsca w klasyfikacji generalnej
- 1996/1997 - 127.
- 1997/1998 - 127.
- 1998/1999 - 45.
- 1999/2000 - 22.
- 2000/2001 - 107.

#### Miejsca na podium
1. Whistler – 13 grudnia 1998 (Snowcross) - 3. miejsce
2. Park City – 3 marca 2000 (Snowcross) - 2. miejsce